# Kozelets (huyện)
Huyện Kozelets (tiếng Ukraina: Козелецький район, chuyển tự: Kozeletss'kyi raion) là một huyện của tỉnh Chernihiv thuộc Ukraina. Huyện Kozelets có diện tích 2600 kilômét vuông, dân số theo điều tra dân số ngày 5 tháng 12 năm 2001 là 61652 người với mật độ 24 người/km2. Trung tâm huyện nằm ở Kozelets.